# Nesut menea koni...
Nesut menya koni...  (Несут меня кони…, Caii mă poartă...) este un film rusesc din 1996 bazat pe nuvela Un duel din 1891 de Anton Cehov. A fost regizat de Vladimir Motîl, iar acțiunea are loc în prezent. Andrei Socolov  a interpretat rolul lui Ivan A. Laevski.